# Ishak (Vorname)
Ishak (arabisch إسحاق) und İshak sind männliche Vornamen.

## Herkunft und Bedeutung
Ishak ist eine u. a. arabische Variante des Namens Isaak, während es sich bei İshak um die türkische Form des Namens handelt.

## Namensträger

### Osmanische Zeit
- Ishak-beg Tomašević (1456–nach 1490), bosnischer Prinz und osmanischer Heerführer
- İshak Efendi (um 1774–um 1836), osmanischer Naturwissenschaftler, Mathematiker und Ingenieur

### Vorname
- Ishak Belfodil (* 1992), algerisch-französischer Fußballspieler
- İshak Çakmak (* 1992), türkischer Fußballspieler
- İshak Doğan (* 1990), deutsch-türkischer Fußballspieler
- İshak Haleva (1940–2025), türkischer Großrabbiner